# Kiryl Relich
Kiryl Alehawitsch Relich (belarussisch Кірыл Алегавіч Рэліх, russisch Кирилл Олегович Релих Kirill Olegowitsch Relich; * 26. November 1989 in Baranawitschy) ist ein belarussischer Boxer im Halbweltergewicht und aktueller WBA-Weltmeister.

## Profikarriere
Der von Ricky Hatton trainierte Normalausleger debütierte am 25. April 2011 erfolgreich, als er seinen Landsmann Alexey Naboischikov durch einstimmige Punktentscheidung schlug.
Im Oktober des Jahres 2016 trat Relich gegen den Briten Ricky Burns um die Weltmeister der WBA an und unterlag nach Punkten. 
Am 20. Mai des darauffolgenden Jahres musste er erneut eine Pleite hinnehmen, er verlor gegen den Kubaner Rances Barthelemy ebenfalls nach Punkten. Am 10. März im Jahr 2018 fand das direkte Rematch gegen Barthelemey statt. Diesmal gewann der Belarusse klar nach Punkten und wurde somit Weltmeister des Verbandes WBA.